# 錫達福爾斯 (愛荷華州)
錫達福爾斯（英語：Cedar Falls）是一個位於美國愛荷華州布萊克霍克縣的城市。

## 地理
錫達福爾斯的座標為42°31′25″N 92°26′47″W / 42.52361°N 92.44639°W，而該地的平均海拔高度為268米（即879英尺）。

## 人口
根據2010年美國人口普查的數據，錫達福爾斯的面積為76.69平方千米，當中陸地面積為74.46平方千米，而水域面積為2.23平方千米。當地共有人口39260人，而人口密度為每平方千米511人。